# Марина Севера
Марина Севера (умрла пре 375) је била царица Рима и прва жена цара Валентинијана I. Била је мајка каснијег цара Грацијана. Њено пуно име је непознато. Марина Севера је комбинација два имена наведена у примарним изворима. Сократ из Константинопоља је назива „Севера“, док је Јован Малала, Хроникон Пасхале и Јован Никиу називају „Марина“.

## Живот
Марина Севера се удала за Валентинијана пре него што је он ступио на престо. Њихов син Грацијан рођен је 359. године у Сирмијуму у Панонији. Валентинијан је изабран за цара 364. године. Развео се од своје жене око 370. године да би се оженио Јустином, удовицом узурпатора Магненција.
Према Сократу из Константинопоља:
Јустина је тако лишена оца, ипак је остала невина. Неко време након што је постала позната Севери, жени цара Валентинијана, и имала честе односе са царицом, све док њихова интимност није порасла до те мере да су били навикла да се заједно купају. Када је Севера видела Јустину у кади, била је веома запањена лепотом девице, и говорила о њој цару, говорећи да је ћерка Јустова била тако љупко створење и да поседује такву симетрију облика, да је она сама, иако жена, била сасвим очарана њоме.. Цар, чувајући у себи овај опис своје жене, размишљао је у себи како би могао да се ожени са Јустином, а да се не одрекне Севере, пошто му је она родила Грацијана, кога је он мало пре тога прогласио за Августа. Сходно томе, сачинио је закон и учинио да се објави по свим градовима, по коме је сваком човеку било дозвољено да има две законите жене."
Овај извештај су одбацили каснији историчари чија је интерпретација била мало вероватна легализација двобрачности. Међутим, Тимоти Барнс и други сматрају да ова одлука дозвољава само посебним Римљанима да се разведу, а затим поново ступе у брак. Контроверза је била да хришћанство тек треба да прихвати концепт развода. Барнс сматра да је цар Валентинијан I био спреман да крене у правну реформу у потрази за династичким легитимитетом који би обезбедио његово присуство на престолу.
Јован Малала, Хроникон Пасхале и Јован Никиу наводе да је Севера прогнана због умешаности у незакониту трансакцију. Барнс ову причу сматра покушајем да се оправда развод цара Валентинијана I без окривљавања цара. Према извештају Јована Никије:
Јер је овај праведни цар мрзео угњетавање и судио је гласом правде и практиковао је праведност. Овај велики цар није поштедео (чак ни) своју жену, царицу Марину. Сада је купила башту од једне расаднице (лит. а жена садница биљака) и није јој платила цену која је праведно вредела, јер су проценитељи ценили (то) из поштовања према царици и тако су били склони да јој учине услугу. А када је побожни Валентинијан био обавештен о што је његова жена урадила, послао је богобојазне људе да вреднују тај врт и свечаном заклетвом их је обавезао да ће га проценити праведно и поштено.А када су проценитељи дошли у тај врт, установили су да је она крива за тешку неправду и дала жени само мали део цене. А кад је цар чуо, разгневио се на царицу (и) удаљио је од свог присуства и отерао је из палате и узео за жену жену по имену Јустину, са којом је живео до краја својих дана. Што се тиче његове прве жене  ако њу је отерао и протерао из града, а башту вратио жени која је продала.
Када је цар Валентинијан I умро 375. године, сахрањен је у цркви Светих Апостола у Цариграду, поред своје прве жене.